# Emlyn Hughes
Emlyn Walter Hughes (Barrow-in-Furness, Inglaterra, Reino Unido, 28 de agosto de 1947-Sheffield, Inglaterra, Reino Unido, 9 de noviembre de 2004) fue un jugador y entrenador de fútbol inglés. En su etapa como jugador profesional se desempeñaba como defensa o centrocampista.

## Biografía
Su padre, Fred Hughes, era un jugador de rugby galés. Inició su carrera profesional con el Blackpool en 1964. En 1967, ficha por el Liverpool, donde sería capitán de 1973 a 1979, cuando dejó el club. Ganó 13 títulos en total con el Liverpool: dos copas de Europa, dos copas de la UEFA, una Supercopa de Europa, cuatro First Division, una FA Cup y tres Community Shield. Además, también ganó el Premio FWA al futbolista del año en 1977. En 1980, fue nombrado Oficial de la Orden del Imperio Británico por sus contribuciones al fútbol. Jugó para el Wolverhampton Wanderers de 1979 a 1981, donde ganaría la Copa de la Liga en 1980. Fue jugador-entrenador del Rotherham United de 1981 a 1983. También jugó en el Hull City, Mansfield Town y Swansea City, donde se retiraría en 1984.
Tras retirarse del fútbol, desarrolló una carrera en los medios, sobre todo en la BBC. En 1988, se hizo un videojuego que llevaba su nombre, Emlyn Hughes International Soccer, y también existe otro relacionado, el Emlyn Hughes Arcade Quiz.
En 2008, se inauguró una estatua en su honor en su ciudad natal y también fue incluido póstumamente en el Salón de la Fama del Fútbol Inglés.

## Fallecimiento
En 2003, se anunció que Hughes padecía de un tumor cerebral. Finalmente, falleció el 9 de noviembre de 2004 en Sheffield, a la edad de 57 años.

## Selección nacional
Fue internacional con la selección de Inglaterra en 62 ocasiones y convirtió un gol. Fue capitán de la selección de 1974 a 1980.

### Participaciones en Copas del Mundo
| Mundial              | Sede   | Resultado        | Partidos | Goles |
| -------------------- | ------ | ---------------- | -------- | ----- |
| Copa Mundial de 1970 | México | Cuartos de final | 0        | 0     |

### Participaciones en Eurocopas
| Copa          | Sede   | Resultado      |
| ------------- | ------ | -------------- |
| Eurocopa 1980 | Italia | Fase de grupos |

## Clubes

### Como jugador
| Club                    | País       | Año       |
| ----------------------- | ---------- | --------- |
| Blackpool               | Inglaterra | 1964-1967 |
| Liverpool FC            | Inglaterra | 1967-1979 |
| Wolverhampton Wanderers | Inglaterra | 1979-1981 |
| Rotherham United        | Inglaterra | 1981-1983 |
| Hull City               | Inglaterra | 1983      |
| Mansfield Town          | Inglaterra | 1983      |
| Swansea City            | Gales      | 1983-1984 |

### Como entrenador
| Club             | País       | Año       |
| ---------------- | ---------- | --------- |
| Rotherham United | Inglaterra | 1981-1983 |

## Palmarés

### Campeonatos nacionales
| Título           | Club                    | País       | Año  |
| ---------------- | ----------------------- | ---------- | ---- |
| First Division   | Liverpool FC            | Inglaterra | 1973 |
| FA Cup           | Liverpool FC            | Inglaterra | 1974 |
| Community Shield | Liverpool FC            | Inglaterra | 1974 |
| First Division   | Liverpool FC            | Inglaterra | 1976 |
| Community Shield | Liverpool FC            | Inglaterra | 1976 |
| First Division   | Liverpool FC            | Inglaterra | 1977 |
| Community Shield | Liverpool FC            | Inglaterra | 1977 |
| First Division   | Liverpool FC            | Inglaterra | 1979 |
| Copa de la Liga  | Wolverhampton Wanderers | Inglaterra | 1980 |

### Copas internacionales
| Título                      | Club         | Sede            | Año  |
| --------------------------- | ------------ | --------------- | ---- |
| Copa de la UEFA             | Liverpool FC | Mönchengladbach | 1973 |
| Copa de la UEFA             | Liverpool FC | Brujas          | 1976 |
| Copa de Campeones de Europa | Liverpool FC | Roma            | 1977 |
| Supercopa de Europa         | Liverpool FC | Liverpool       | 1977 |
| Copa de Campeones de Europa | Liverpool FC | Londres         | 1978 |

### Distinciones individuales
| Distinción                                        | Año  |
| ------------------------------------------------- | ---- |
| Premio FWA al futbolista del año                  | 1977 |
| Incluido en el Salón de la Fama del Fútbol Inglés | 2008 |

## Condecoraciones
| Distinción                                | Año  |
| ----------------------------------------- | ---- |
| Oficial de la Orden del Imperio Británico | 1980 |